# Antara (instrument)
Pour les articles homonymes, voir Antara.
L'antara est une petite flûte de Pan traditionnelle des Andes datant de plus de deux mille ans et qu'on trouve notamment dans la civilisation Nazca au Pérou.
L'antara est une flûte pentatonique qui existe en deux tailles différentes. L'« antara grande » repose sur une grande échelle, tandis que l'« antara pequeña » est une version réduite du même instrument. L'antara est composée de tubes bambou disposés en une seule ligne : ce n'est pas un seul tuyau comme la flûte à bec ou la flûte traversière d'orchestre occidental. Les musiciens jouent l'antara en soufflant dans la partie supérieure du tube de bambou où les tubes sonnent la note désirée.

## Facture
L’antara est composée de plusieurs tubes juxtaposés, de sept à dix-sept, voire trente-trois au Pérou, éventuellement sur plusieurs rangs.
Parfois, l'antara dispose sur le devant d'un rang de tubes de jeu, dont l'extrémité inférieure est fermée, et sur l'arrière d'un deuxième rang de tubes ouverts qui servent de résonateurs vibrant par sympathie et qui ne sont pas joués : ils donnent à la flûte un son riche en harmoniques.
On rencontre parfois dans le commerce des antaras dont la rangée de tubes est courbée (par un système d'attaches particulier) et non pas plane, pour des raisons de commodité ergonomique de jeu ; mais cette disposition n'est pas traditionnelle. 
On trouve aussi des antaras anciennes qui sont entièrement fabriquées en terre cuite, notamment en archéologie de la civilisation Nazca. 

## Jeu
Jouée par les Quéchuas, elle possède une échelle musicale équiheptatonique trouvée de manière similaire en Afrique ou en Indonésie. Le flûtiste ne fait pas glisser ses lèvres le long de l'instrument, mais souffle dans chaque tube séparément tout en claquant légèrement la langue ; par cette technique, le jeu acquiert un caractère staccato.

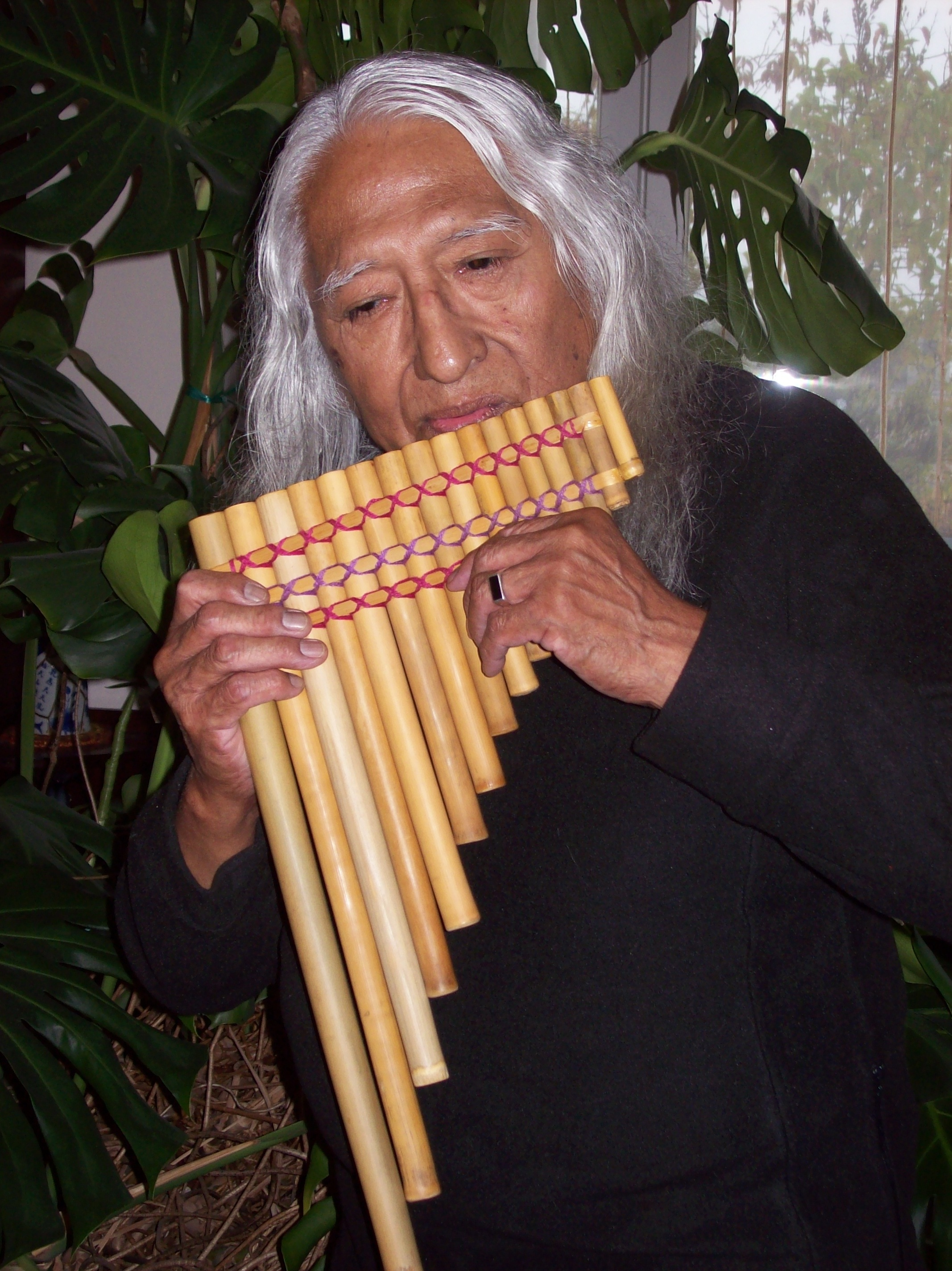
Uña Ramos jouant de l'Antara

## Annexe